# Francisco da Rocha Soares
Francisco da Rocha Soares (Porto, 24 de janeiro de 1806 – Porto, 20 de março de 1857) foi um industrial de cerâmica, empresário e político português.

## Biografia
Filho mais velho de Francisco da Rocha Soares, emigrante retornado do Brasil, onde fez fortuna e de sua mulher, Rosa Raimunda Pereira, em 1829 herdou a Fábrica de Cerâmica de Miragaia, que desenvolveu.
Em 1836, Francisco da Rocha Soares assumiu a presidência da Câmara Municipal do Porto, exercendo as funções de fiscal dos trabalhos de construção da ponte pênsil nos primeiros anos da década de 1840.
Para além da Fábrica de Miragaia, Rocha Soares dirigiu também várias outras fábricas de cerâmica no Porto e em Vila Nova de Gaia, entre 1845 e 1848, criando ainda uma rede de entrepostos comerciais em Lisboa, em Setúbal, no Funchal e em Luanda.
Militante activo da causa liberal, acabou por levar a Fábrica de Miragaia à falência em 1852 pelo seu envolvimento nas lutas entre liberais e absolutistas.
Nasceu e faleceu na freguesia de Miragaia, na cidade do Porto, tendo residido na Calçada da Esperança. Foi casado com Maria Ermelinda.
Encontra-se sepultado na Igreja da Ordem Terceira do Carmo, no Porto.